# Mundo frío
Mundo Frío es el nombre del segundo álbum del dúo Lito & Polaco. Fue lanzado en el año 2002 por medio de Pina Records.

## Producción
Este álbum fue una producción de Lito y Polaco con su compañía discográfica Pina Records del productor musical Raphy Pina, incluye 17 canciones, de los cuales hay tres temas que se les lanzó video, que son: la canción "Rozando Con Mi Piel" de Polaco y la participación de Nicky Jam, la canción "Mundo Frío" en la cual aparece el dúo y la canción "Esta Noche Quiero Darte" de Polaco y el artista Speedy.
Esta producción contiene canciones de reguetón y tiraeras, que claramente son sus géneros musicales Hay canciones en donde el dúo sigue tirándole al bando de Buddha's Family principalmente a Tempo, el productor Buddha y MC Ceja, también empezaría una guerra contra Eddie Dee y luego con su amigo Tego Calderón.

## Colaboraciones
Contaron con la colaboración de grandes artistas entre ellos Daddy Yankee en la canción "El Gran Robo" que canta con Lito solamente, Nicky Jam en el tema "Rozando Con Mi Piel" que canta con Polaco solamente, Speedy en el sencillo "Esta Noche Quiero Darte" con Polaco únicamente, Julio Voltio en la canción "No Confió" también con Polaco solamente y Wise en el tema "Quiero Sexo" con Lito.

## Videos
Los videos que salieron de esta producción fueron las canciones "Rozando Con Mi Piel" de Polaco con Nicky Jam, "Esta Noche Quiero Darte" de Polaco con Speedy y "Mundo Frío" de Lito y Polaco. 

## Nominaciones
Este álbum ha sido uno de los más exitosos de Lito y Polaco, logró alcanzar el top de las listas de los mejores álbumes de ese año, siendo nominado en los premios: "2002 Latin Billboard Music Awards" como "El Mejor Álbum de Rap Latino del Año" pero el premio se lo llevó el artista El General con su álbum "El General Is Back".

## Lista de canciones
| No. | Canción                                                    | Artista(s)                       |
| --- | ---------------------------------------------------------- | -------------------------------- |
| 1.  | Intro: Welcome To My World                                 | Lito & Polaco                    |
| 2.  | Bala Loca                                                  | Lito & Polaco                    |
| 3.  | Rozando Con Mi Piel                                        | Lito & Polaco feat. Nicky Jam    |
| 4.  | Mundo Frío                                                 | Lito & Polaco                    |
| 5.  | No Confío                                                  | Lito & Polaco feat. Julio Voltio |
| 6.  | Interlude: MC Teca (Tiraera a: MC Ceja)                    | Lito & Polaco                    |
| 7.  | Eddie Kaneca (Tiraera a: Eddie Dee)                        | Lito & Polaco                    |
| 8.  | Esta Noche Quiero Darte                                    | Lito & Polaco feat. Speedy       |
| 9.  | Un Sábado Gangsta                                          | Lito & Polaco                    |
| 10. | Que Prendan Los Phillies                                   | Lito & Polaco                    |
| 11. | El Gran Robo                                               | Lito & Polaco feat. Daddy Yankee |
| 12. | Interlude: Acabado de Recibir (Tiraera a: Tempo y Buddha)  | Lito & Polaco                    |
| 13. | La Última Vuelta (Tiraera a: Tempo)                        | Lito & Polaco                    |
| 14. | Interlude: Calzoncillos Cagaos (Tiraera a: Tempo y Buddha) | Lito & Polaco                    |
| 15. | Un Sábado Chilling                                         | Lito & Polaco                    |
| 16. | Quiero Sexo                                                | Lito & Polaco feat. Wise         |
| 17. | Mírate Al Espejo (Bonus Track)                             | Lito & Polaco                    |

## Chart
| Año  | Top Álbumes (2002)             | Posición | Semanas |
| ---- | ------------------------------ | -------- | ------- |
| 2002 | Billboard Top Latin Pop Albums | 10       | 5       |
| 2002 | Billboard Top Latin Albums     | 19       | 8       |